# Storebusen
Der Storebusen (norwegisch für Großes Gespenst) ist ein 1890 m hoher Berg im ostantarktischen Königin-Maud-Land. Er ragt südwestlich des Vorposten im Fimbulheimen auf.
Wissenschaftler des Norwegischen Polarinstituts benannten ihn 1973.